# 28805 Fohring
28805 Fohring este o planetă minoră (asteroid), cu un diametru de 3,515 km, din centura de asteroizi. A fost descoperită pe 30 aprilie 2000 la Stația Anderson Mesa de Lowell Observatory Near-Earth-Object Search și a fost numită după Dora Föhring⁠(d). 
Obiectul prezintă o orbită caracterizată de o semiaxă mare de 2,4297014 UAi, o excentricitate de 0,18, o înclinație de 5,66619 ° în raport cu ecliptica.